# 32年
| 千纪： | 1千纪                                                                                |
| 世纪： | 前1世纪 \| 1世纪 \| 2世纪                                                            |
| 年代： | 0年代 \| 10年代 \| 20年代 \| 30年代 \| 40年代 \| 50年代 \| 60年代                    |
| 年份： | 27年 \| 28年 \| 29年 \| 30年 \| 31年 \| 32年 \| 33年 \| 34年 \| 35年 \| 36年 \| 37年 |
| 纪年： | 东汉建武八年；公孙述龙兴八年                                                         |

## 大事记
- 光武帝派來歙襲取了略陽，隗囂派王元擋之，為漢光武帝聯合河西的竇融所攻滅，隗囂攜家奔西城，光武帝殺死作為政治人質的隗囂之子隗恂，派吳漢、岑彭包圍西城，隗囂為公孫述援軍救出。

## 各国领袖

### 非洲
- 库施
  - 国王：Pisakar（30年－40年）
- 毛里塔尼亚
  - 国王：Ptolemy（23年－40年）

### 亚洲
- 中国
  - 东汉：
    - 皇帝：汉光武帝（25年－57年）

  - 割据势力：隗嚣、公孙述、卢芳
- 匈奴
  - 单于：呼都而尸道皋若鞮单于（18年－46年）
- 朝鲜
  - 百济：
    - 国王：多娄王（28年－77年）

  - 高句丽：
    - 国王：大武神王（18年－44年）

  - 新罗：
    - 国王：儒理尼师今（24年－57年）
- 贵霜帝国
  - 国王：丘就却（30年－80年）

### 欧洲
- 阿特雷巴特
  - 国王：Verica（15年－40年）
- 卡图维勒尼
  - 国王：Cunobelinus（9年－40年）
- 高加索伊比里亚
  - 国王：米尔达特一世（30年－50年）
- 罗马帝国
  - 皇帝：提比略（14年－37年）

### 中东
- 奈巴提亚
  - 国王：Aretas IV Philopatris（前9年－40年）
- 奥斯若恩
  - 国王：Abgar V（13年－50年）
- 安息
  - 国王：阿尔达班三世（10年－38年）

## 出生
- 奧托（32年－69年）37岁，罗马皇帝。
- 班固（32年－92年）60岁，中國史学家。
- 班超（32年－102年）70岁，中國外交家。